# Slottsskogen (commune de Håbo)
Slottsskogen est une localité de Suède dans la commune de Håbo située dans le comté d'Uppsala.

## Démographie
Sa population était de 1 746 habitants en 2020.